# Roland Virkus
Roland Virkus (* 3. Dezember 1966 in Mönchengladbach) ist ein deutscher Fußballfunktionär und ehemaliger -trainer. Er war ab 1990 für Borussia Mönchengladbach als Trainer im Jugendbereich tätig und ist seit 2022 Geschäftsführer Sport der Borussia.

## Trainerkarriere
Von 1988 bis 1990 war Virkus Trainer der U19 der SpVg Odenkirchen. Im Jahr 1990 wechselte er zu Borussia Mönchengladbach. Dort trainierte er zunächst die U15-, die U17- und die U19-Jugendmannschaften, bevor er Leiter des Internats „FohlenStall“ und dann 2008 Leiter des Nachwuchsleistungszentrums wurde. Sein größter Erfolg als Jugendtrainer war das Erreichen des U17-Halbfinales um die deutsche Meisterschaft in der Bundesligasaison 2008/09, in welchem die Mannschaft um Julian Korb, Amin Younes und Marc-André ter Stegen dem späteren Titelträger VfB Stuttgart mit 2:3 unterlag.

## Funktionärskarriere
Am 14. Februar 2022 folgte er auf Max Eberl als Geschäftsführer Sport von Borussia Mönchengladbach. Eine der ersten Entscheidungen, die er mittrug, war die einvernehmliche Trennung von Cheftrainer Adi Hütter im Mai 2022 nach nur einjährigem Engagement. Anfang Juni 2022 gelang Virkus die Verpflichtung von Daniel Farke als neuem Cheftrainer. Zudem konnte er im August 2022 bei den Leistungsträgern Alassane Pléa und Jonas Hofmann langfristige Vertragsverlängerung erwirken. Zwar konnte Virkus in seiner ersten kompletten Saison in der Funktion als Sportdirektor des VfL die Abgänge von anderen Schlüsselspielern wie Yann Sommer, Ramy Bensebaini und Marcus Thuram teils ohne Transfererlöse nicht verhindern, doch war er im Gegenzug bei der langfristigen Bindung von Nationalspieler Julian Weigl erfolgreich, der bis dahin auf Leihbasis bei der Borussia gespielt hatte.
Ungewollte mediale Aufmerksamkeit erhielt Virkus durch ein Anfang Juli 2025 in den sozialen Netzwerken verbreitetes Video, in dem sich Borussias Mittelfeldspieler Florian Neuhaus spöttisch über ihn äußert. Neuhaus wurde daraufhin durch die Vereinsführung mit einer Geldstrafe und der Degradierung zum Training mit der U23-Mannschaft versehen.

## Privatleben
Virkus besitzt einen Hochschulabschluss als Diplom-Sozialpädagoge. Er ist verheiratet und Vater dreier Söhne.